# Siège de Lyon (1310)
Pour les articles homonymes, voir Siège de Lyon (homonymie).
Le siège de Lyon de 1310, parfois qualifié de « guerre de Lyon », est une expédition armée envoyée par le roi de France Philippe IV le Bel pour conquérir Lyon, alors officiellement partie intégrante du Saint-Empire, mais en pratique, principauté indépendante sous la tutelle de l'archevêque Pierre de Savoie. Il se solde très rapidement par la défaite des troupes épiscopales et par le rattachement de Lyon à la France le 10 avril 1312 au traité de Vienne.

## Contexte
Lyon est, depuis 1032, intégrée dans le Saint-Empire, rattachement plutôt artificiel et sans grand impact, le pouvoir de l'empereur étant quasiment insensible sur ces confins. En pratique, et surtout depuis la bulle d'or de 1157, la ville est sous le contrôle de l'archevêque et du chapitre cathédral.
Cependant les appétits territoriaux de Philippe le Bel lui font rechercher le contrôle de cette ville-clef, qui verrouille le confluent de la Saône et du Rhône. En 1292, il se déclare « protecteur de la ville ». En 1307, Louis de Villars doit accepter la mainmise du roi sur la ville et la création d'un conseil de douze consuls élus. Cependant, le successeur de Louis à l'épiscopat lyonnais, Pierre de Savoie, n'accepte pas cet état de fait et pousse les Lyonnais à la révolte. Le chapitre est intéressé à l'affaire par la possibilité de revenir dans ses anciennes fonctions et les privilèges qui y sont liés.
Les habitants de la ville prennent le château de Saint-Just et reconstruisent les murailles de la ville pour se défendre contre une agression royale. Pendant ce temps, le roi est actif sur le plan diplomatique et négocie avec Henri VII sa non-intervention dans l'affaire.

## Les opérations militaires
Philippe le Bel envoie contre la ville son frère Charles de Valois et son fils, le futur Louis le Hutin. Il a d'autant plus de latitude à la faire qu'en dehors de cette opération, la France vit une période où l'activité militaire est très faible (les seules autres opérations notables entre 1309 et 1312 sont les prises de Nevers et de Rethel en 1311 et les quelques troubles qui suivent la guerre de Flandre). L'armée royale est puissamment armée, face à une troupe lyonnaise dépareillée et mal formée. Par ailleurs, l'oncle de Pierre de Savoie, Amédée V, marche avec les troupes royales contre son neveu.
Entrés en juin sur le territoire lyonnais, l'armée royale se rend maîtresse de la ville le 22 juillet, par une manœuvre inattendue, une invasion par bateaux descendants la Saône ; l'archevêque se réfugie au château de Pierre Scize, où il est ensuite enfermé. Ce n'est que par l'intervention du pape Clément V qu'il en est libéré.

## Les conséquences
Tous les bâtiments du clergé de Lyon sont confisqués par l'armée royale en juillet 1310. La ville reste deux ans sous tutelle militaire, période durant laquelle de nombreux bourgeois sont pendus et des clercs emprisonnés à Mâcon ; d'après la supplique Grauamina rédigée par Pierre de Savoie, « les gens du roi [...] torturent [les hommes de l'Église de Lyon] et les maltraitent si cruellement qu’ils meurent dans leurs cachots ».
En 1312, contraint par les troupes royales de donner son accord à la cession lyonnaise, Pierre de Savoie abandonne la souveraineté de la ville à Philippe le Bel. Le rattachement est officialisé par le traité de Vienne signé durant le concile qui se tient dans cette même ville, le 10 avril 1312.
Restent les compensations financières dues par le roi à l'archevêque de Lyon, notamment pour les ravages commis par ses troupes lors du siège de Lyon. Celles-ci font l'objet de deux mémoires rédigés, l'un par des clercs lyonnais entre l'ouverture du concile de Vienne (16 octobre 1311) et le traité du 10 avril 1312, nommé Grauamina, l'autre par le procureur du bailli de Mâcon, entre ce traité et la fin de l'année 1312, et nommé Avisamenta. Le premier cherche à démontrer que les déprédations royales ont été colossales (elles sont estimées à 150 000 livres tournois) ; le second les minimise au contraire, les estimant à 10 000 livres tournois seulement. De cette somme, le trésor royal ne donnera en fait que 2 000 livres tournois, auxquelles le roi ajoutera, par « munificence royale » (de sua regalis munificentia) 500 autres livres. Ces compensations sont versées à l'archevêque le 27 décembre 1312.